# La Radiolina
La Radiolina (с итал. — «маленький радиоприёмник») — пятый сольный (четвёртый студийный) альбом Ману Чао, выпущен 4 сентября 2007 года (в Италии релиз состоялся 30 августа).

## Об альбоме
В La Radiolina входят песни на пяти языках — английском («Politik Kills», «Rainin In Paradize», «The Bleedin Clown»), французском («Besoin de la Lune» and «Panik Panik»), итальянском («A Cosa»), португальском («Amalucada Vida») и испанском (все остальные песни). Песня «Rainin in Paradize» была выпущена как сингл за два месяца до выхода альбома.
Диск достиг максимального уровня продаж в США и ему был присвоен золотой статус  от RIAA за тираж более 500 000 экземпляров в августе 2008 года.

## Список композиций
Автор всех песен — Ману Чао.
1. 13 Días
2. Tristeza Maleza
3. Politik Kills
4. Rainin In Paradize
5. Besoin de la Lune
6. El Kitapena
7. Me Llaman Calle
8. A Cosa
9. The Bleedin Clown
10. Mundorévès
11. El Hoyo
12. La Vida Tómbola
13. Mala Fama
14. Panik Panik
15. Otro Mundo
16. Piccola Radiolina
17. Y Ahora Qué?
18. Mama Cuchara
19. Siberia
20. Soñe Otro Mundo
21. Amalucada Vida

## Над альбомом работали
- Ману Чао — вокал, гитара
- Маджид Фахем — бас-гитара
- Давид Боргигон — гитары
- Жан-Мишель Гамбит — бас, вокал
- Рой Паси — тромбон
- Анжело Манчини — тромбон в «Politik Kills»
- Тонино Каротоне — вокал и гармоника в «A Cosa»
- Амаду Бакайоко — гитара в «A Cosa»
- Чейк Тидиане — клавишные в «A Cosa»
- Флор — вокал в «A Cosa»
- Битник — вокал в «Tristeza Maleza»
- Хосе Мануэль Гамбоа и Карлос Эрреро — гитары фламенко в «Me Llaman Calle»